# Jabala ibn al-Ayham
Jabala ibn al-Ayham (in arabo جبلة ابن الأيهم‎?; ... – Asia minore, 645) fu l'ultimo sovrano dei Ghassanidi, prima che i domini di questa dinastia - per lo più estesi nell'odierno Stato del Libano, Siria, Giordania e Israele - entrasse a vario titolo (non solo bellico) nel VII secolo nella Umma musulmana.
Succedette ad al-Ḥārith ibn Abī Shimr.
Come re vassallo dei Bizantini, combatté a fianco dell'esercito bizantino nella battaglia del Yarmuk (20 agosto 636) contro gli Arabi musulmani, che avevano invaso Siria e Palestina. Comandava l'avanguardia ed era alla testa degli Arabi di Siria delle tribù di Lakhm, Judham e altre. Dopo la sconfitta in quella battaglia, si unì agli Arabi vittoriosi e pare fu tentato alla conversione all'Islam, ma poco tempo dopo disertò con 30.000 dei suoi seguaci tornando di nuovo dalla parte bizantina (638). Fu insediato dal governo bizantino insieme ai suoi seguaci a Kharsana, nei dintorni di Melitene.

## Jabala e ʿUmar b. al-Khaṭṭāb
Ci sono opposte tradizioni concernenti la sua conversione all'Islam. Quella musulmana parla del suo arrivo a Medina, alla corte del secondo Califfo ʿUmar b. al-Khaṭṭāb:
 ... Dopo l'arrivo di ʿUmar in Siria nell'anno 17 dell'Egira (corrispondente al 638) Jabala ibn al-Ayham fu portato in pellegrinaggio a Mecca. Durante il suo tawaf attorno alla Kaʿba, un uomo povero pestò il suo abito, tanto che Jabala inciampò. Il fatto fece infuriare Jabala a tal punto che questi colpì a un occhio il responsabile. Dopo di che l'uomo se ne lagnò col Califfo ʿUmar b. al-Khaṭṭāb, chiedendo che Jabala fosse tradotto in giudizio. Dopo essersi fatto spiegare l'accaduto, ʿUmar ordinò che Jabala fosse a sua volta colpito nella stessa maniera all'occhio dalla persona lesa, ma Jabala si oppose affermando "Il suo occhio è forse come il mio?". Al che il califfo rispose "L'Islam vi ha reso uguali.". Jabala chiese che il Califfo desse corso alla sentenza la mattina seguente ma durante la notte fuggì verso il suo villaggio. Quindi apostatò e si recò nella terra dei Greci (i Bizantini).